# Annona salzmannii
Annona salzmannii là loài thực vật có hoa thuộc họ Na. Loài này được A.DC. mô tả khoa học đầu tiên năm 1832.

## Hình ảnh

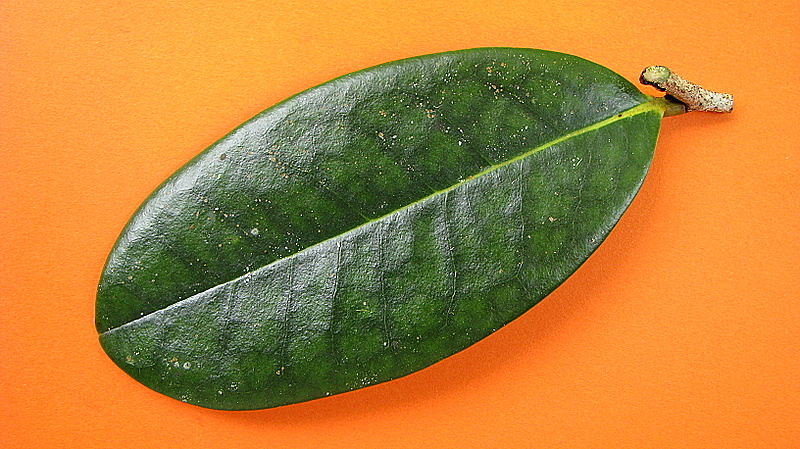
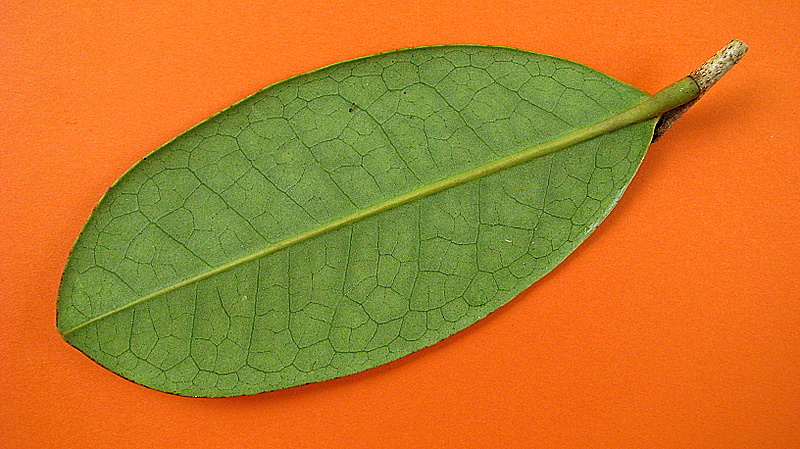
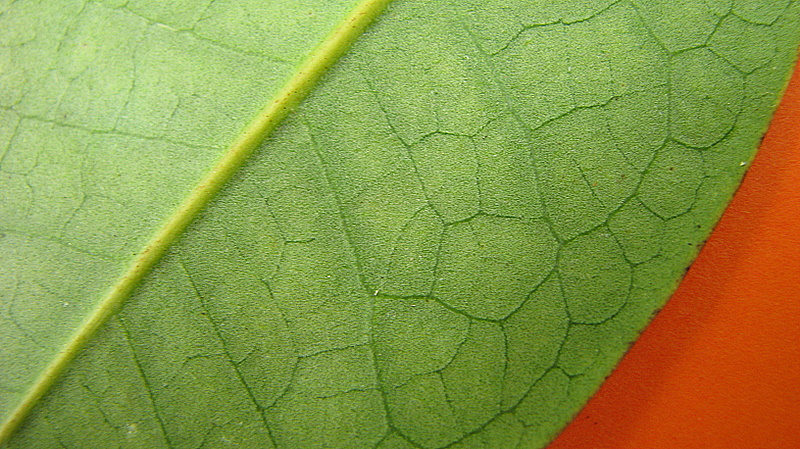
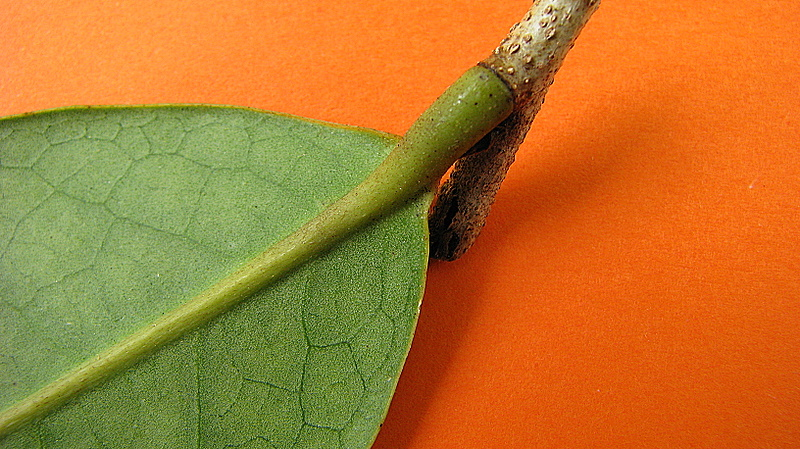